# Stenocercus huancabambae
Stenocercus huancabambae är en ödleart som beskrevs av  John E. Cadle 1991. Stenocercus huancabambae ingår i släktet Stenocercus och familjen Tropiduridae. Inga underarter finns listade i Catalogue of Life.